# Пятнистый удавчик
Пятнистый удавчик, шершавохвостый удавчик (Eryx conicus) — вид неядовитых змей семейства Ложноногие. Встречается в Индии, Непале, Бангладеш, Пакистане и Шри-Ланке.

## Описание
Небольшая змея (самки до 80 см, самцы до 40 см, длина хвоста до 7,5 см) с плотным телосложением. Голова маленькая, не отделена от тела шейным перехватом. Конец морды закруглен, глаза небольшие, с вертикальными зрачками. Хвост короткий и тупой. Чешуи в передней части тела почти или совсем без килей, по направлению к хвосту выраженность киля увеличивается, на самом хвосте чешуи очень шершавые, с большими килями (отсюда название вида).
Окраска спинной стороны тела коричневато-серая, с большими, нерегулярно расположенными пятнами темно-коричневого или красновато-коричневого цвета. Порой пятна сливаются друг с другом, образуя зигзагообразную полосу вдоль спины. Пятна обведены черным по наружному краю, иногда кнаружи от черной присутствует еще и белая обводка. На боках могут быть коричневые пятна. Брюхо белое или желтоватое, иногда с черными или коричневыми пятнами.

## Образ жизни
Населяют полупустынные биотопы, но встречаются также в садах и на плантациях. Активны преимущественно в темное время суток. Днем прячутся под кучами листьев и в норах грызунов.
Основной рацион составляют мелкие млекопитающие, ящерицы, птицы, амфибии и насекомые. Добычу душат кольцами тела.
При поимке нередко кусаются, причем удлиненные (относительно задних) передние зубы могут нанести достаточно глубокие раны.

## Размножение
Живородящая змея, спаривания в природе происходят в ноябре, беременность продолжается около 5 месяцев. В помете от 3 до 12 детенышей длиной около 10 см. Половой зрелости достигают в возрасте 3—4 года, при размерах тела около 45 см и массе 250 г — самки, 37,5 см и 70 граммов — самцы.

## Содержание в неволе
Хорошо закрепившийся в культуре вид, выведены альбиносные варианты окраски.